# Il parlamento degli uccelli
Il parlamento degli uccelli (con i titoli inglesi di Parlement of Foules, Parlement of Birddes, Assembly of Fowls o Assemble of Foules) è un poema di Geoffrey Chaucer di circa 700 versi.
L'opera è una forma di poema onirico, interessante soprattutto perché è considerato il primo riferimento storico all'idea che san Valentino è il giorno speciale per gli amanti.

## Trama
L'incipit è simile al Somnium Scipionis di Cicerone, poiché il protagonista studioso della vicenda, guidato da Scipione l'Africano si addormenta, e viene condotto dal Vecchio in un universo parallelo. Giungendo agli Inferi, con Scipione, l'uomo varca il cancello e passa per il tempio di Venere, dove gli amanti sono costretti al buio. Nel tempio si riunisce un consiglio di Uccellini che devono decidere come accoppiarsi con i loro compagni. Si impongono le Tre Aquile per scegliere le compagne come meglio vogliono, ma gli uccelli di casta inferiore protestano. Finché la Natura non rimanda il consiglio di un anno. Questa volta la Natura si rivolge in maniera benevola alle femmine degli uccelli, sostenendo che l'essere femminile ha più qualità del maschio, come la maturazione sessuale molto più precoce in esse anziché nei maschi. Dopo una conversazione sul libero arbitrio, le coppie si formano e il viaggiatore si sveglia, desideroso di approfondire i propri studi.

## Edizioni italiane
- in  Opere, traduzione di Vincenzo La Gioia, a cura di Piero Boitani ed. E. Di Rocco, Collana I millenni, Torino, Einaudi, 2000, ISBN 97-88-80-615065-5.
- Il parlamento degli uccelli, traduzione di Alberto S. Crudeli, Collana Biblioteca del Vascello, Torino, Robin Edizioni, 2024, ISBN 979-12-5467-917-3.